# Рокжозеро
Рокжозеро — озеро на территории Ругозерского сельского поселения Муезерского района Республики Карелии.

## Общие сведения
Площадь озера — 6,9 км², площадь водосборного бассейна — 391 км². Располагается на высоте 120,2 метров над уровнем моря.
Форма озера лопастная, продолговатая: оно вытянуто с северо-запада на юго-восток. Берега изрезанные, каменисто-песчаные, местами заболоченные.
С юга в Рокжозеро впадает ручей Редуоя, вытекающий из Унусозера.
Через Рокжозеро протекает река одноимённая река, впадающая в реку Онду, втекающую, в свою очередь, в Нижний Выг.
В озере расположено не менее пяти островов различной площади. Наиболее крупные — Кушари и Кококошари.
Залив в северо-западной части озера пересекает автодорога местного значения 86К-173 (« Подъезд к п. Ондозеро»).
Код объекта в государственном водном реестре — 02020001311102000008180.